# Turn off the light (álbum de Kim Petras)
Turn off the light (estilizado como TURN OFF THE LIGHT; en español, «Apaga la luz») es el tercer Mixtape de la cantante y compositora alemana Kim Petras. Fue lanzado el 1 de octubre de 2019 a través de su propio sello discográfico, BunHead. El álbum fue anunciado originalmente como un extended play (EP) con el título de Turn off the light, vol. 2 —sirviendo como secuela del EP de 2018, Turn off the light, vol. 1— aunque finalmente se lanzó como un álbum de larga duración que comprende las ocho canciones del primer volumen y nueve canciones nuevas grabadas para el segundo volumen.

## Antecedentes y temática del álbum
Después del lanzamiento de Turn off the light, vol. 1, Petras anunció inicialmente Turn off the light, vol. 2, e incluso a principios de septiembre de 2019, dijeron que el EP de seguimiento llegaría el 1 de octubre. En cambio, el 29 de septiembre, Petras anunció que estaba dando a los fanáticos "toda la maldita historia", publicando un enlace de reserva y una lista de canciones para el álbum completo, a través de su cuenta de Twitter. La idea para la continuación del proyecto surgió con la canción "Close Your Eyes". En una entrevista con la revista Cosmopolitan, Kim dijo: "Creí que la canción era una pista fuerte, así que quería hacer un proyecto con sonidos similares. En el camino, pensamos, 'Espera, ¿hay álbumes o EPs de Halloween. o...?' Ahí es donde estábamos confundidos: ¡nos dimos cuenta de que básicamente no había nada! Hay muchas canciones navideñas, pero uno de mis días festivos favoritos es Halloween, así que esa es realmente la razón detrás de esto".
El álbum está fuertemente inspirado en el Halloween y completa la historia contada en Turn off the light, vol. 1 de 2018. Las canciones del álbum cuentan la historia de una relación monstruosa, en la que ninguno de los protagonistas sale vivo, pero llegan a encontrar el amor y la vida después de la muerte. El álbum tiene elementos de synthpop ochentero, porque está inspirado en las películas de terror de los 80, las favoritas de Kim. Una gran inspiración para este proyecto también fueron las bandas sonoras de películas del género slasher, como It Follows y Halloween. Las fotos utilizadas para publicitar el álbum y los EPs que anteriormente lo conformaban y que habían sido lanzados por separado, fue realizada por el artista visual Lucas David, incluida la portada.
En una entrevista con US Weekly sobre el concepto detrás del proyecto, Petras dijo: "Hay tantos álbumes navideños y tantas canciones navideñas que se lanzan en todas partes y dije: 'Hagamos un álbum para mis vacaciones personales favoritas", y añadió, "¡Halloween es como la Navidad para los gays y para mí!".

## Recepción crítica
Turn off the Light recibió críticas positivas por parte de la crítica musical, que alabó su producción, lirismo, temas e interpretación vocal de Petras. En su artículo para Billboard, Stephen Daw escribió que el álbum "mantiene la producción de club del primer volumen", y señaló que los temas "There Will Be Blood", "Wrong Turn" y "Death by Sex" sonaban "como deep cuts de Daft Punk impregnados de sintetizadores demoníacos y ritmos sangrientos". Trey Alston de MTV News destacó canciones como "There Will Be Blood", llamando a la pista "una rebanada electrizante de Petras cantando sobre tu desaparición", junto a "Bloody Valentine", describiendo la pista como un "impresionante funk de medianoche que podría conseguir incluso Frankenstein en la pista de baile", junto con "Omen", una canción "alegre y siniestra" que "suena como la excitación que sienten los vampiros mientras miran cuellos expuestos en medio de la discoteca".
Escribiendo para la revista Paper, Michael Love Michael elogió "Wrong Turn", escribiendo que la "música es apropiadamente aventurera: una línea de sintetizador oscura y saltarina y la temblorosa interpretación vocal de Petras mantienen el impulso, como víctimas huyendo de un asesino enmascarado". En otro artículo, Michael dijo que los nuevos sonidos eran "más aterradores", ya que incorporaban "tropos sónicos familiares como truenos, órgano dramático, coros de niños embrujados, gritos mutados y sonidos más inesperados, como cuchillos raspándose entre sí". Mike Nied de Idolator] dio al álbum 4,5 de 5 estrellas, escribiendo que estaba "hecho a medida para los fans de la pop bangers bien producidos y todas las cosas que inducen al miedo".
La canción "Party Till I Die" fue incluida en. la lista Billboard de las mejores canciones LGBTQ de 2020.

## Estructura musical y contenido lírico
El disco presenta dance-pop y electropop como los géneros principales, pero también presenta música EDM, House, Synthpop, Hip-Hop y Trap en ritmos y producciones. El uso de sintetizadores y auto-tune a menudo se usa repetidamente como una herramienta para manipular la voz alta de Petras para que parezca menos humana. El álbum presenta pistas de baile instrumentales oscuras y aterradoras, con himnos pop pegadizos como "Tell Me It's A Nightmare" y "There Will Be Blood", mientras que "Death By Sex", que cierra la primera mitad del álbum, ve a Petras abrazar su oscuridad interna porque "el diablo siempre gana". "Solo sé que cuando la gente se emborracha, no quiere recordar cada palabra de una canción y solo quiere bailar", explicó Petras.
El álbum comienza con instrumental titulado «Purgatory», de coro dramático para cambiar rápidamente a un ritmo de estilo disco, enfatizando el sonido tenso. La canción podría definirse como un contraste entre «sustos de Halloween» y mezclas de los géneros Synth pop y Techno. Sus EP se han descrito como un orden cronológico, ya que «lanza una canción pegadiza tras otra». La siguiente pista, «There Will Be Blood», habla sobre la muerte bajo un ritmo pop con el uso mayormente de sintetizadores. La canción fue descrita como «una rebanada electrizante de Petras cantando sobre su muerte». Además otros críticos señalaron que la pista transmite vibraciones que se asemejan a las obras del dúo electrónico francés Daft Punk, principalmente debido al uso intensivo de sintetizadores y samplers, pero de estilo demoníaco y aterrador. En respuesta a una entrevista que tuvo con Cosmopolitan, Petras declaró cómo la canción se convirtió en una de sus favoritas: "Cuando la escribí, mi favorita era 'There Will Be Blood'. Siento que es, como, la canción pop más atrevida, desagradable y genial que haya hecho. Pero ahora que hice la mezcla y escuché más, es 'There Will Be Blood' y luego 'Death By Sex' ". La tercera pista, "Bloody Valentine", es también la segunda pista instrumental del álbum, con fuertes ritmos de dance-pop, techno y house, que comienza con las líneas "Bloody valentine / my bloody valentine / my bloody valentine / you're out of time", hasta que se convierta progresivamente en una canción bailable. La cuarta canción, "Wrong Turn", es uno de los aspectos más destacados del álbum, ya que el ritmo palpitante se siente como una película de terror de los 80. La canción puede tener un doble significado para el título y su contenido lírico. La primera trata sobre ambos protagonistas, que están enamorados de alguien a quien no quieren dejar ir o un susto general de terror, aludiendo a los motivos malvados de Petras que posiblemente se manifiestan en una ola de asesinatos, junto con su alerta del posible interés/víctima por no ser más cauteloso y, por eso, deben morir. Otra interpretación de la canción sería su posible referencia a la película de terror Wrong Turn. La trama de la película gira en torno a grupos de personas, donde terminan haciendo un "giro equivocado" y se pierden en un bosque siniestro, donde ambos son cazados por caníbales, seguidos de consecuencias bastante graves. "Demons" es la tercera pista instrumental del proyecto. Creando una atmósfera de miedo, la canción agrega al inicio un diálogo sobre cómo existen los demonios en forma de espíritu. Aunque la pista más tarde tiene un ritmo más instrumental, las pistas más cortas rompen los himnos pop y dan inicio a las siguientes pistas. Esta introducción se conecta con la siguiente canción del álbum, "Massacre".
"Massacre" presenta versos de la canción "Carol of the Bells", una composición de 1914 del artista ucraniano Mykola Leontovych. La música generalmente se asocia con la temporada navideña, pero Petras adaptó la melodía para el tema oscuro, con instrumentales misteriosos y letras oscuras sobre "hombres de sangre" y "muerte". En la entrevista que le realizó Cosmopolitan, Kim confirmó que quería "estropear" la letra para que dara miedo. "Halloween es el comienzo real de la temporada de vacaciones para mí, y siento que sangra en Navidad. Siempre he querido hacer una canción que parezca realmente aterradora y festiva al mismo tiempo. Quiero que la gente la toque antes de las vacaciones !". La canción parece ser desde la perspectiva de un vampiro y su grupo que están buscando a alguien para ser sacrificado. Mirando más profundamente, la pista también le dice a la comunidad LGBT+ que redirija algo familiar y agregue un toque personal. "Knives", la séptima pista del proyecto, es también la cuarta pista instrumental, donde se escuchan sonidos de cuchillos raspando y desapareciendo en toda la pista. Se pueden escuchar también gritos macabros en el fondo, al igual que gritos mutantes y voces corales aterradoras. "Death By Sex" es la octava canción del álbum. Una canción con una premisa simple y una ejecución efectiva, donde Kim canta y advierte a su pareja, ya que ella es tan buena en el sexo que su muerte es inevitable. Kim habló sobre la producción de la canción en la entrevista con Cosmopolitan: "Creo que uno es productor, porque es como este tipo de Halloween oscuro y atrapado. Estoy emocionada porque siento que no he hecho o escuchado algo así". Dos curiosidades sobre la canción son que los versos "But in the end/ the devil always, always/ wins" es una referencia directa a la canción "Close Your Eyes", la décima canción del álbum, y los versos "Sex, sex, sex" es un juego de palabras que se refiere al número seis, y se sabe que" 666 "es el número de la bestia y representa al demonio adecuado para una canción y un álbum de Halloween. "Omen", la novena pista y quinta pista instrumental del proyecto, la canción es la primera pista del primer volumen de Turn off the light. La canción fue relanzada junto con la secuencia de 2019, iniciando la segunda mitad del álbum. En una entrevista con la revista OUT, Petras habló sobre la canción: "Está muy inspirada en la banda sonora de Halloween ... te pone de buen humor". Esta introducción se conecta con la siguiente canción del álbum, "Close Your Eyes".
"Close Your Eyes" es la décima pista del álbum y también está presente en el primer volumen, centrada en el género R&B. Kim comentó sobre la canción en una entrevista: "Es realmente sexy, demasiado pesado para los sintetizadores. Es como rendirse ante el horror de tener sexo conmigo". En la canción, Kim asume el papel de una monstruosa amante, que no deja que los que se enamoran de ella se vayan vivos, por lo que sugiere que no se opongan y cierren los ojos. "Transilvania" es la sexta pista instrumental del proyecto. El título hace referencia a la ciudad de Transilvania, en Rumania, conocida por las leyendas de vampiros después del lanzamiento de la novela Drácula de Bram Stoker en 1897. El título también hace referencia a la identidad transgénero de la cantante, ya que el título está estilizado como "TRANSylvania". Suena como una extraña pista de EDM y techno, introducida por el sonido del salto, un bajo profundo que desaparece en un solo de guitarra. Como la propia Petras dijo en una entrevista: "Es una pista de baile sintetizada. Realmente me encanta. Así que, como, quiero realmente joderme y beber mucho". Esta introducción se conecta con la siguiente canción del álbum, "Turn off the light". La canción principal del proyecto trata sobre asustar y conjurar tu verdadero yo en la oscuridad. Kim incluyó una colaboración con la madre de todas las tinieblas, Elvira.  En su desglose pista por pista con la revista OUT, ella habla sobre su experiencia con Elvira y sus influencias: "El discurso de Elvira, que es tan loco ... muy inspirado por la era Blackout de Britney Spears y "Monster Mash" y sí , es una canción de miedo. Me encantó la transición en esta canción, la forma en que comienza con el golpe en la puerta, como si viniera a una fiesta de Halloween. Esta es una de mis favoritas". El interludio pronunciado por Elvira es un homenaje al "rap" de Vincent Price en Thriller de Michael Jackson y funciona de la misma manera: una leyenda del horror le da a un joven novato pop y su lado oscuro. Pero aunque el discurso de "Thriller" de Price fue básicamente sobre humor y atmósfera, el discurso de Elvira agrega apropiadamente un subtexto explícitamente extraño. "Tell Me It's A Nightmare" es la decimotercera canción del álbum. En esta canción, Petras se burla de su amante por no escucharla, por lo que paga el precio final. "Esto es realmente especial, se trata, maldita sea, te maté, pero me hiciste, como si lo quisieras". declaró Petras en una entrevista. "I Don't Wanna Die" es la séptima pista instrumental del proyecto. La música simplemente transmite el deseo de Kim de vivir. "¡No quiero morir, solo quiero vivir! Así que solo vive tu mejor vida. Pon ambas manos en el cielo y haz bailar a la chica blanca". declaró Petras en una entrevista para la revista OUT. Esta introducción se conecta con la siguiente canción del álbum, "In the Next Life". 
"In the Next Life" es la decimoquinta canción del álbum. En la cacnión, Kim abraza todo su lado oscuro y muere, pero no se siente asustada. Todos la recordarán en la próxima vida. En el segundo verso de la canción, Kim presenta su primera vez cantando en alemán (su lengua materna), comparándola con lo que Lady Gaga hizo en la canción "Scheiße", del álbum Born This Way (2011), donde el cantante mezcla el inglés y el alemán. "Solo era una canción muy teatral, inspirada en Freddy Mercury, sobre estar en la próxima vida y aceptar que eres mala. Mi personaje en el mixtape es un poco asesino. Tengo mis momentos con remordimiento y sintiendo '¿qué hice? ' El personaje de este fue definitivamente la Kim mala. Es la mala Kim atacándome y no puedo evitar que aparezca" declaró Petras sobre la canción en una entrevista. La cantante todavía alude a la reencarnación en las líneas "Y en la próxima vida / me recordarán / me recordarán". Kim dice esencialmente que quiere ser recordada cuando muera y pasar a una vida diferente. "Soy el dios creado más grande / Soy una enfermedad, soy contagiosa / Soy un demonio, para poder viajar / En misión y vengativo" - en este segundo pasaje hace una alusión bíblica y podría hacer referencia a Lucifer, el ángel que Dios creó que siempre se consideraba mejor que todos los demás ángeles y seres humanos, el mejor ser. Sin embargo, fue expulsado del cielo por crear una rebelión de ángeles contra Dios para tomar su trono y desde entonces ha prometido estar en una misión para arrastrar a la humanidad con él. "Sofocante, exterminador y me encanta cada segundo". En este tercer extracto, esto puede ser similar a una plaga, donde las historias de la Edad Media se atribuyeron inicialmente a los "espíritus malignos" en ese momento, debido a la falta de conocimiento médico. Ella dice como un demonio que está disfrutando de la plaga que lleva, tocando las dos primeras líneas del primer verso.
"Boo! Bitch!" es la octava y última pista instrumental del proyecto. De todas las pistas, esta es la más corta del proyecto. Según Petras, esta fue originalmente la canción principal del proyecto, pero luego fue reemplazada por Turn Off The Light. "Discutí llamarlo Boo Ah. 'Boo! Bitch!' tiene mi "woo ah" favorito que he hecho". Petras dijo en una entrevista con la revista OUT. "Everybody Dies" es la canción final de Turn off the light, cerrando el álbum con una nota inesperadamente más resonante. En esta canción, Petras dice que, después de todas las lágrimas y dificultades que hemos pasado en la vida, todos enfrentamos la muerte al final. En el contexto del álbum, Kim se refiere a las cosas horribles que hizo (que menciona en pistas anteriores) y lo orgullosa que es su personalidad malvada. Notablemente diferente, ya que tiene un sonido más positivo y triunfante (manteniendo el tema general de la muerte) que las otras canciones del álbum. Aunque inicialmente fue un tema sombrío para un himno pop final, Petras adopta una actitud positiva sobre el tema de la muerte, dejando finalmente a los oyentes con un mensaje de vivir la vida al máximo y abrazando a los que amamos mientras todavía estamos cerca.

## Lista de canciones
Lista adaptada de Apple Music.
| Lista de canciones de Turn off the light |                                                         |                                                                    |                                |          |  |
| N.º                                      | Título                                                  | Escritor(es)                                                       | Productor(es)                  | Duración |  |
| 1.                                       | «Purgatory»                                             | Kim Petras, Aaron Joseph, Lukasz Gottwald y Vaughn Oliver          | Made in China y Oliver         | 2:08     |  |
| 2.                                       | «There Will Be Blood»                                   | Petras, Joseph, Gottwald, Oliver, Jesse Saint John y Theron Thomas | Made in China, Oliver y Joseph | 3:17     |  |
| 3.                                       | «Bloody Valentine»                                      | Petras, Joseph, Gottwald y Oliver                                  | Made in China y Oliver         | 2:41     |  |
| 4.                                       | «Wrong Turn»                                            | Petras, Joseph, Gottwald, Oliver, John y Thomas                    | Made in China, Oliver y Joseph | 3:20     |  |
| 5.                                       | «Demons»                                                | Petras, Joseph, Gottwald y Oliver                                  | Made in China y Oliver         | 1:57     |  |
| 6.                                       | «Massacre»                                              | Petras, Joseph, Gottwald, Oliver, John y Thomas                    | Made in China y Joseph         | 3:26     |  |
| 7.                                       | «Knives»                                                | Petras, Joseph, Gottwald y Oliver                                  | Made in China y Oliver         | 2:20     |  |
| 8.                                       | «Death by Sex»                                          | Petras, Joseph, Gottwald, Lil Aaron y Ben Hamilton                 | Made in China, Joseph y B Ham  | 3:22     |  |
| 9.                                       | «Omen»                                                  | Petras, Joseph, Gottwald y Oliver                                  | Made in China y Oliver         | 1:39     |  |
| 10.                                      | «Close Your Eyes»                                       | Petras, Joseph, Gottwald, John y Sarah Hudson                      | Made in China y Joseph         | 3:55     |  |
| 11.                                      | «Transylvania»                                          | Petras, Joseph, Gottwald y Oliver                                  | Made in China y Oliver         | 2:59     |  |
| 12.                                      | «Turn off the light» (con Elvira, Mistress of the Dark) | Petras, Joseph, Gottwald, John y Hudson                            | Made in China y Joseph         | 3:11     |  |
| 13.                                      | «Tell Me It's a Nightmare»                              | Petras, Joseph, Gottwald, John y Hudson                            | Made in China y Joseph         | 4:08     |  |
| 14.                                      | «I Don't Wanna Die...»                                  | Petras, Joseph, Gottwald, John y Oliver                            | Made in China y Oliver         | 2:06     |  |
| 15.                                      | «In the Next Life»                                      | Petras, Joseph, Gottwald, John y Hudson                            | Made in China, Oliver y Joseph | 3:44     |  |
| 16.                                      | «Boo! Bitch!»                                           | Petras, Joseph, Gottwald, John y Oliver                            | Made in China y Oliver         | 1:21     |  |
| 17.                                      | «Everybody Dies»                                        | Petras, Joseph, Gottwald, John y Thomas                            | Made in China y Joseph         | 3:24     |  |
| 48:58                                    |                                                         |                                                                    |                                |          |  |

| Lista de canciones de Turn off the light (2020) |                    |                                                          |                                |          |  |
| N.º                                             | Título             | Escritor(es)                                             | Productor(es)                  | Duración |  |
| 18.                                             | «Party Till I Die» | Petras, Joseph, Gottwald, Puckett, Oliver y Alex Chapman | Made in China, Oliver y Joseph | 3:24     |  |
| 52:32                                           |                    |                                                          |                                |          |  |

Notas
- «Demons» es estilizada como «<demons>».
- «Omen» es estilizada como «o m e n» en este álbum y «O m E N» en Turn off the light, vol. 1.
- «Transylvania» es estilizada como «TRANSylvania».
- «I Don't Wanna Die...» es estilizada solo con mayúscula en la primera palabra en la mayoría de las plataformas y en minúsculas en otras.
- «Party Till I Die» fue lanzado el 23 de octubre de 2020.
- Con el lazamiento de «Party Till I Die», la estilización de canciones como «Omen» regresó a aquella del vol. 1.

## Posicionamiento en listas
| Chart (2019–2020)                       | Peak position |
| --------------------------------------- | ------------- |
| Estados Unidos (Top Heatseekers Albums) | 14            |
| Estados Unidos (Independent Albums)     | 42            |